# County Dublin
Dublin (Iers: Áth Cliath) is het graafschap waar Dublin, de hoofdstad en grootste stad van Ierland in ligt.
Het graafschap Dublin ligt aan de oostkust van Ierland in de provincie Leinster. Het is het op drie na kleinste graafschap in Ierland, met een oppervlakte van 921 km². De census van 2011 geeft een inwoneraantal aan van 1.270.603. Het grenst aan de graafschappen Meath aan de noordkant, Kildare aan de zuidwestkant, en Wicklow in het zuiden.
Bestuurlijk gezien is het graafschap in vieren opgedeeld, die elk een volledig graafschap-bestuur hebben:
- Dublin City, in het centrum
- South Dublin, in het zuidwesten
- Dun Laoghaire-Rathdown, in het zuidoosten
- Fingal, in het noorden

## Plaatsen
| Engels         | Iers                  | Inwoners |
| -------------- | --------------------- | -------- |
| Balbriggan     | Baile Brigín          | 24.322   |
| Ballyboden     | Baile Buadáin         | 5.193    |
| Blanchardstown | Baile Bhlainséir      | 90.952   |
| Citywest       | Iarthair na Cathrach  | 8.390    |
| Clonee         | Cluain Aodha          | 173      |
| Clonsilla      | Cluain Saileach       | -        |
| Dalkey         | Deilginis             | 8.083    |
| Donabate       | Domhnach Bat          | 9.669    |
| Dublin         | Baile Átha Cliath     | 554.554  |
| Dún Laoghaire  | Dún Laoghaire         | 46.603   |
| Foxrock        | Carraig an tSionnaigh | 11.566   |
| Glencullen     | Gleancuillean         | 376      |
| Howth          | Binn Éadair           | 8.399    |
| Killiney       | Cill Iníon Léinín     | 10.600   |
| Leopardstown   | Baile na Lobhar       | 2.067    |
| Malahide       | Mullach Íde           | 18.608   |
| Portmarnock    | Port Mearnóg          | 10.750   |
| Ranelagh       | Raghnallach           | -        |
| Rathcoole      | Rath Cúil             | 5.792    |
| Rathfarnham    | Ráth Fearnáin         | 23.276   |
| Rush           | An Ros                | 10.875   |
| Saggart        | Teach Sagairt         | 4.573    |
| Skerries       | Na Sceirí             | 10.743   |
| Sutton         | Cill Fhionntáin       | 5.680    |
| Swords         | Sord Cholm Cille      | 40.776   |
| Tallaght       | Tamhlacht             | 81.022   |
| Terenure       | Tír an Iúir           | 17.972   |